# Оэсте (футбольный клуб)
«Оэ́сте» — бразильский футбольный клуб из города Итаполис (штат Сан-Паулу). В 2022 году команда играла в Серии D Бразилии.

## История
Клуб основан 25 января 1921 года двумя братьями выходцами из Рио-де-Жанейро, один из них был болельщиком «Фламенго», в то время как другой симпатизировал «Флуминенсе». Чтобы решить как назвать новую команду они решили провести матч с одной из любительских команд, в случае победы назвать команду «Фламенго», а в случае поражения «Флуминенсе», их команда победила 3-0, и получила цвета и эмблему сходные с цветами и эмблемой «Фламенго», но при этом получила нейтральное название «Оэсте» в честь региона своего базирования.
Главным достижением «Оэсте» стала победа во втором дивизионе чемпионате штата Сан-Паулу в 2003 году. Заняв 9-е место в чемпионате штата в 2010 году, клуб получил право выступить в Серии D Бразилии в 2010 году и в Кубке Бразилии в 2011 году. По итогам Серии D 2011 добился права выступать в Серии C 2012. В следующем году команда стала чемпионом Серии C и получила право выступать во втором эшелоне бразильского футбола на следующий год. В 2021 году «Оэсте» занял последнее место в Серии C и вылетел в четвёртый эшелон бразильского футбола.
Домашние матчи проводит на стадионе «Иденор Пикарди Семеджини», вмещающем 16 143 зрителя. В 2016 году команда играла в Озаску. В 2017 году, когда «Оэсте» занял шестое место в Серии B чемпионата Бразилии (лучший результат в истории клуба), команда выступала в Баруэри на стадионе «Арена Баруэри».

## Достижения
- Чемпион второго дивизиона Лиги Паулисты (1): 2003
- Чемпион Серии C Бразилии (1): 2012